# Баланитес
Баланитес (лат. Balanites) — род растений семейства Парнолистниковые, включающий в себя около 25 видов деревьев и кустарников, распространённых в Африке, Юго-Западной и Южной Азии, вплоть до Индии и Мьянмы. Ранее входил в монотипное семейство Баланитовые.

## Биологическое описание
Виды рода — кустарники или небольшие деревья, иногда достигающие в тропиках 15-20 м в высоту, как Баланитес Моэма и даже 30—40 м, как Баланитес Уилсона. Стволы и ветви большинства видов покрыты длинными, очень острыми колючками, особенно на молодых побегах. Иногда колючек нет. Листья без прилистников, очередные, сложные, с одной парой супротивных листочков, преимущественно эллиптических. Цветки актиноморфные, 5-6-членные, желтовато-зелёные, ароматные, собранные в пазушные кистевидные или зонтиковидные соцветия. Плод — односемянная костянка с довольно толстым, крепким внутренним слоем околоплодника, окружённого маслянистой мякотью. Семя содержит зелёный зародыш, без эндосперма. У большинства видов Баланитеса костянки небольшие, 3-4 см длиной, но у Баланитеса Уилсона они достигают 12 см.

## Использование
Баланитес египетский культивируется в Египте уже 4000 лет. Из его семян извлекается приятно пахнущее масло, используемое в пищевых и лечебных целях. Его листья и сладко-горькую мякоть плодов употребляют в пищу. Мякоть плодов и корни растения содержат сапонины, благодаря чему их используют в качестве мылящих средств.

## Виды
По информации базы данных The Plant List, род включает 10 видов:
- Balanites aegyptiaca (L.) Delile — Баланитес египетский
- Balanites angolensis (Welw.) Mildbr. & Schltr.
- Balanites glabra Mildbr. & Schltr.
- Balanites maughamii Sprague — Баланитес Моэма
- Balanites pedicellaris Mildbr. & Schltr.
- Balanites rotundifolia (Tiegh.) Blatt.
- Balanites roxburghii Planch.
- Balanites triflora Tiegh.
- Balanites wilsoniana Dawe & Sprague — Баланитес Уилсона
- Balanites wilsonianus Dawe & Sprague